# SIG Holding AG
SIG Holding AG (більше знана у світі як SIG) — великий швейцарсько-німецький холдинг, який бере активну участь в різних галузях бізнесу починаючи з моменту свого заснування в 1860 році. У 2000 році компанія зробила важливий стратегічний крок, продавши свій структурний підрозділ SIG-Sauer, який протягом 15 років успішно займався виробництвом зброї у складі SIG, іншому німецькому холдингу — Lüke & Ortmeier Gruppe. Таким чином компанія повністю відмежувалась від виробництва вогнепальної зброї.
5 листопада 2007 року SIG Holding AG була придбана компанією Rank Group NZ, приватною інвестиційною компанією бізнесмена Грема Харта. 24 листопада 2014 року Rank оголосила про продаж SIG Holding AG холдингу ONEX Corporation.

## Заснування
Компанія, яка потім буде відома як SIG, почалась з невеликого підприємства, яке мало назву Schweizerische Waggon Fabrik (укр. Швейцарський вагонобудівний завод), яке було засноване у 1853 році Фрідріхом Пеєром їм Гофом, Генріхом Мозером і Йоганном Конрадом Неером. Підвалини збройового бізнесу були закладені, коли в 1860 році гвинтівка розробки французького зброяра Жана-Луї Преля й армійського офіцера Едуарда Бернанда виграла конкурс на штатну гвинтівку для Швейцарського Міністерства оборони. Компанія SIG виграла тендер на виробництво 30 000 цих гвинтівок. Отримавши контракт, компанія офіційно змінила свою назву на Schweizerische Industrie Gesellschaft (укр. Швейцарська промислова компанія), що мало показувати їхню готовність працювати в різних сферах промисловості.

## Збройовий бізнес
SIG почала виробляти значну кількість різних видів вогнепальної зброї, серед яких була гвинтівка Мондрагона — перша у світі самозарядна гвинтівка, яка випускалась компанією для європейського ринку протягом 1908—1910 років. Першою успішною власною розробкою був самозарядний пістолет SIG P210, який був відомий своєю надійністю і точністю, але високою вартістю виробництва. Попри високу ціну, у 1949 році був прийнятий на озброєння Армії Швейцарії, де експлуатувався до 1975 року. Перспективний проект зацікавив не тільки швейцарських військових: у 1947 році пістолет під найменуванням Pistol M/49 був прийнятий на озброєння Данії, а в 1948 році його закупила для потреб внутрішніх військ Швеція. На початку 1950-х років SIG P210 також був прийнятий на озброєння прикордонних військ ФРН під найменуванням P2.

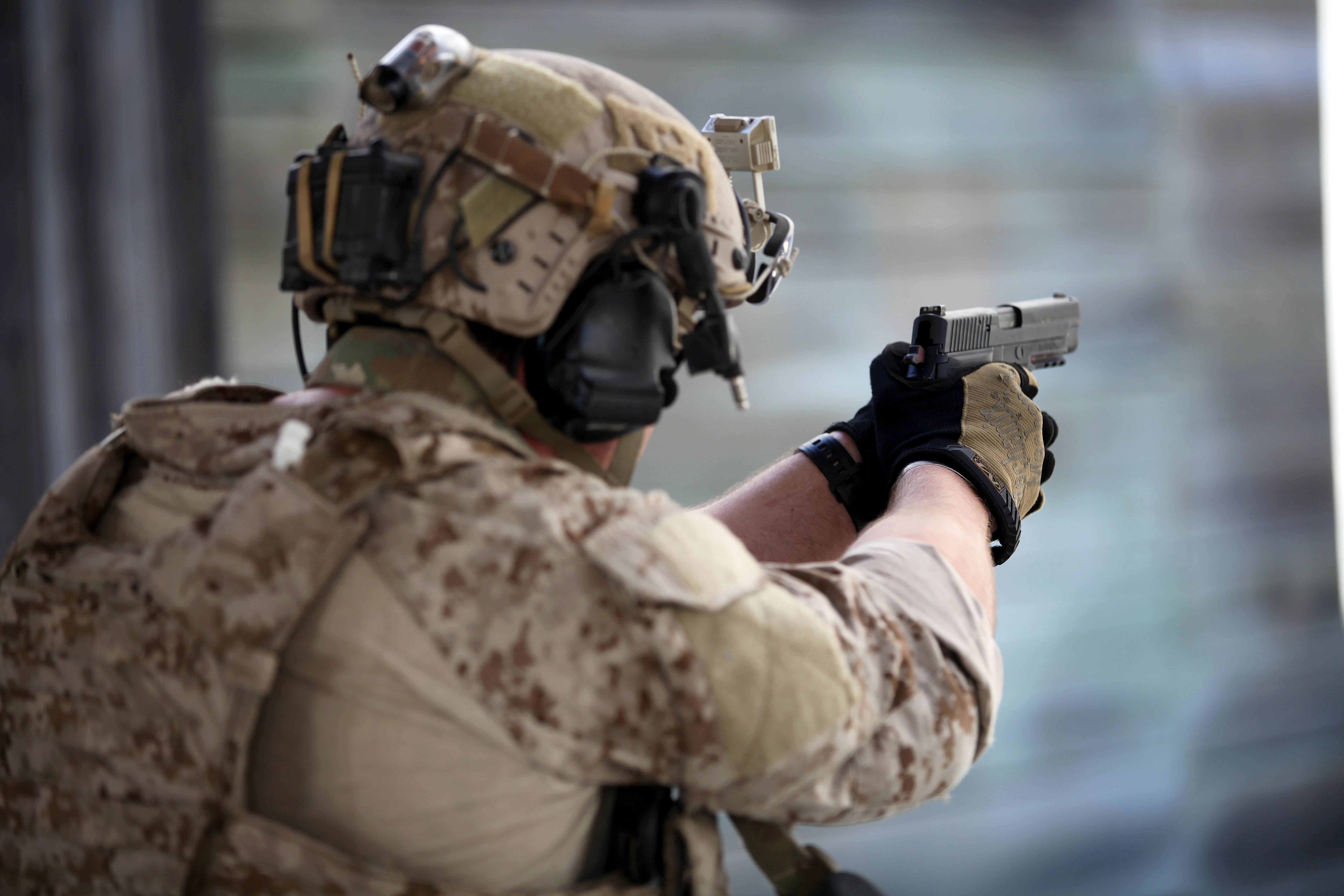
Оперативник Сил спеціальних операцій США використовує SIG Sauer P226

Наступним значним успіхом зброярів швейцарської компанії стала розробка Рудольфом Амслером у 1957 році автоматичної гвинтівки SIG SG 510, яка вироблялась компанією до 1983 року. Через специфічну вентиляцію кожуха ствола, автомат нагадував легкий німецький кулемет MG-34. У SIG SG 510 був реалізований особливий варіант ковзного затвора, який зараз використовується в автоматичних гвинтівках CETME і Heckler & Koch. Єдиний кулемет, який був випущений компанією SIG, це SIG Sauer MG 710-3, який був конструктивно подібним до німецького MG-42.
У 1970-ті компанія почала розробляти пістолет, який відповідав би вимогам часу і був достатньо бюджетним. Водночас у Швейцарії були прийняті нові закони, які суворо обмежували експорт зброї. У результаті SIG, щоб не втратити ринок, знайшла собі закордонного партнера в особі німецької компанії Sauer & Sohn, що мала виробляти й реалізувати продукцію, яку б розробляла швейцарська компанія, не порушуючи при цьому закону. Першою успішною вдалою роботою об'єднаної компанії став пістолет SIG Sauer P220, випущений в 1975 році. Цей пістолет відразу зарекомендував SIG Sauer як фірму, яка виготовляє якісні, точні й надійні пістолети.
У 1985 році було створено Sigarms Inc., американський філіал SIG в Тайсонс Корнер (штат Вірджинія), призначений для імпорту пістолетів моделей P220 і P230. У 1987 році Sigarms переїхала в Хердон (штат Вірджинія), а в 1991 році в Ексетер (штат Нью-Гемпшир) для розміщення нових виробничих потужностей. Штаб-квартира знаходиться в місті Невінгтон (штат Нью-Гемпшир). У жовтні 2000 року Sigarms, а також Sauer & Sohn, Blaser, Mauser Jagdwaffen GmbH, Swiss Arms і Mauser були куплені Міхаелем Люком (нім. Michael Lüke) і Томасом Ортмаєром (нім. Thomas Ortmeier), які є власниками Lüke & Ortmeier Gruppe. 1 жовтня 2007 року Sigarms офіційно змінила назву на SIG Sauer Inc.

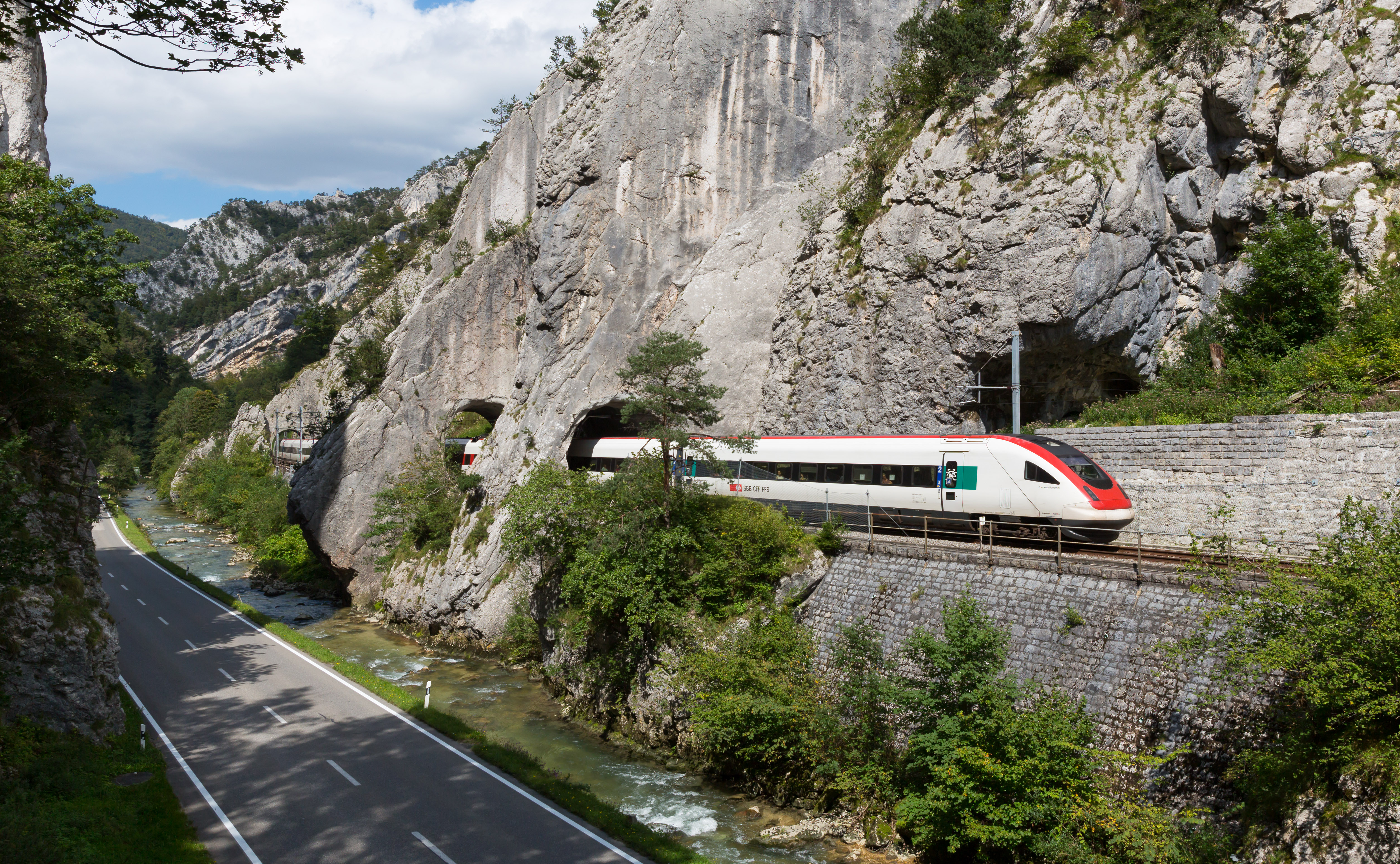
Швейцарський швидкісний поїзд SBB RABDe 500

## Вагонобудування
Наприкінці 1970-х років SIG була тією компанією, яка створила модель L1 для Торонто. Пізніше лінійка цих трамваїв отримав назву CLRV (Canadian Light Rail Vehicle). SIG виробила тільки перших 6 зразків CLRV L1 (з замовлення на 10 одиниць, яке було скасоване через високу вартість). Наступна партія зі 190 одиниць CLRV L2 була випущена заводом компанії Urban Transportation Development Corporation, який знаходиться в місті Тандер-Бей, провінція Онтаріо, Канада (зараз це відділення є частиною іншої відомої канадської компанії — Bombardier).
На початку 1980-х років SIG розробила і випустила перші трамваї для Утрехтської швидкісної трамвайної лінії (так званий «снелтрам»). Перші 27 зразків були вироблені для Утрехта до 1983 року (ці трамваї досі на ходу, хоча й мають бути замінені у 2017—2020 роках). Систему з нахильним кузовом для поїздів RABDe 500 (використовується як Інтерсіті у Швейцарії) також розробила SIG. Крім цього, інженери компанії сконструювали три види пасажирських вагонів для Trans Europ Express, які натомість короткий час використовувались канадською залізничною компанією Ontario Northland Railway. Залізнична галузь SIG Holding AG у 1995 році була продана компанії Fiat Ferroviaria (залізничний структурна частина італійської компанії FIAT).

## Пакувальна продукція
Перше пакувальне обладнання SIG дозволяло запаковувати лише невеликі сухі продукти харчування: шоколад, цукерки, печиво. Після придбання американської компанії Doboy Packaging 28 червня 1983 року, SIG збільшила свою міжнародну присутність на ринку пакувальних послуг. У 1989 році SIG почала виробляти асептичні упаковки для рідин. Цей бізнес значно виріс, перетворившись в окремий підрозділ — SIG Combibloc.

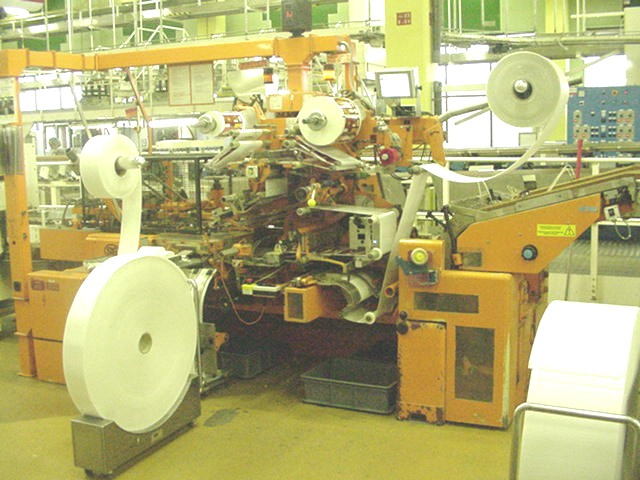
Пакувальна машина для продуктів харчування GRA100

У 2000 році, після продажу підрозділу SIG Sauer, SIG Holding AG повністю зосередилась виробництві упаковок для харчових продуктів і напоїв. Гроші з продажу своїх активів в збройовій сфері компанія направила на купівлю глобальних підприємств, які б розширили їхню виробничу мережу: Krupp Kunstofftechni й HAMBA в Німеччині; Ryka Blow Molds в Канаді й значну частину італійського конгломерату SASIB. Підприємства, пов'язані з пакуванням харчових продуктів були організовані в підрозділ SIG Pack, підприємства, які відповідали за напої — у SIG Bevarages. Асептичними упаковками, як і раніше, займався SIG Combibloc.
Невдалий менеджмент призвів до того, що фінанси, витрачені на купівлю підприємств, не відбились. На додаток, у 2005 році колишні структурні підрозділи SASIB — Simonazzi, Alfa і Meyer/Mojonnier — були продані швейцарським конкурентам — Tetra Laval. Водночас HAMBA, Kautex і Blowtec були продані приватним інвесторам. Колишній підрозділ SASIB — Stewart Systems, який відповідав за упаковки для хлібобулочних виробів, був проданий UCA Group. Невдовзі, залишки викуплених активів SABIB повернулись до своїх попередніх італійських власників. Підрозділ SIG Bevarages, який значно скоротився за ці роки й виробляв лише поліетилентерефталат, був проданий німецькому концерну Salzgitter AG у березні 2008 року. Проданий підрозділ охоплював такі підприємства: Corpoplast, Asbofill, Plasmax і Moldtec.
Сьогодні SIG Combibloc є останнім підрозділом SIG. Він спеціалізується виключно на матеріалах для асептичних картонних упаковок. 5 листопада 2007 року SIG Holding AG була придбана компанією Rank Group NZ, приватною інвестиційною компанією бізнесмена Грема Харта. 24 листопада 2014 року Rank оголосила про продаж SIG Holding AG холдингу ONEX Corporation.